# Shahrestān-e Dehlorān
Shahrestān-e Dehlorān (persiska: شهرستان دهلران, دهلران) är en delprovins (shahrestan) i Iran.   Den ligger i provinsen Ilam, i den västra delen av landet, 500 km sydväst om huvudstaden Teheran.
Delprovinsen hade 65 630 invånare 2016.